# Lorenzo Mújica
Lorenzo Mújica fue un escritor chileno de principios del siglo XIX. Fue capitán de artillería del ejército español y después acompañó a la República Argentina a José Miguel Carrera.
Poeta satírico notable, se distinguió por su facilidad en improvisar.
- El contenido de este artículo incorpora material del tomo 37 de la Enciclopedia Universal Ilustrada Europeo-Americana (Espasa), cuya publicación fue anterior a 1945, por lo que se encuentra en el dominio público.